# Sten-Ove Sundström
Sten-Ove Valdemar Sundström, född 20 december 1942 i Hakkas kyrkobokföringsdistrikt i Norrbottens län, är en svensk socialdemokratisk politiker, som mellan 1977 och 1994 var riksdagsledamot för Norrbottens läns valkrets.